# Lunda Norte
Lunda Norte er en provins i Angola. Den har et areal på 103.760 km2
og et befolkningstal på 862.566 (2014) indbyggere. Lucapo er hovedbyen i provinsen. Provinsen er rig på diamanter.

## Demografi
Lunda Norte er befolket af cokwe (tsoquoe), lundaer og andre stammer.

## Eksterne links
- Provinces of Angola – Lunda-Norte Arkiveret 27. juni 2006 hos  Wayback Machine
- Den amerikanske styremagts statistik fra 1988
- 2014 Population census (INE Angola) - page 89

8°17′00″S 19°36′00″Ø / 8.2833333333333°S 19.6°Ø